# Elektromagnetická kompatibilita
Elektromagnetická kompatibilita (EMC) je vlastnost elektrického nebo magnetického přístroje nebo nástroje spočívající v tom, že neovlivňuje jiný objekt včetně sebe samotného a že odolává působení ostatních přístrojů. Dělí se tedy na dvě podkategorie:
- EMI – elektromagnetická interference (rušení)
- EMS – elektromagnetická susceptibilita (odolnost)

## Rušivé signály a jejich zdroje
Podle původu:
- přírodní (přirozené)
- umělé (technické)

Podle funkčnosti:
- funkční – např. ovládací signál
- nefunkční – např. ovládací signál v zařízení, které s ním nepočítá

Podle šířky pásma:
- úzkopásmové
- širokopásmové

Podle frekvence:
- nízkofrekvenční
  - energetické – do 2 kHz; deformace napájecího napětí energetických sítí
  - akustické – do 10 kHz
- vysokofrekvenční (rádiové) – od 10 kHz do 400 GHz

Podle délky:
- impulzní (mžikové) – nepřerušená řada impulzů kratší než 200 ms nebo seskupení jednotlivých signálů kratší než 200 ms
- kvaziimpulzní
- spojité – mžiková porucha nebo jejich sled delší než 200 ms, 2 mžikové poruchy vzdálené méně než 200 ms, 3 a více mžikových poruch během 2 s

Podle šíření:
- šířené vedením – napájecím, signálovým, datovým
- vyzařování – šířené prostorem

## Americký radar
V roce 2008 se vedly diskuse, zdali plánovaný americký radar v Brdech je nebo není elektromagneticky kompatibilní, podle zprávy ministerstva se americká strana zavázala, že radar bude splňovat tato kritéria.